# Nepolymerní textilní vlákna
Nepolymerní textilní vlákna jsou souhrnný pojem, kterým se v části české odborné literatury označují textilní suroviny vyrobené z nerostů nebo z polymerních materiálů jinou než polymerizační technologií.
K této skupině tedy nepatří přírodní organická vlákna, ani vlákna z přírodních a umělých polymerů a ani monomery (whiskery). 

## Druhy nepolymerních textilních vláken
Nepolymerní textilní vlákna se dají dělit například následovně: 
- kovy a slitiny – např. vlákna ocelová, měděná , stříbrná aj.
- nekovy a jednoduché sloučeniny - vlákna uhlíková, křemíková, borová
- skleněná – např. z oxidu hlinitého (Al2O3), oxidu křemičitého (SiO2), oxidu boritého (B2O3) aj.
- minerální – azbestová, čedičová, křemičitany aj.

## Příklady technologií výroby (resp. přípravy) nepolymerních textilních vláken
- mechanické rozvolňování (příprava azbestových vláken)
- tažení (kovy)
- zvlákňování z taveniny (skleněná vlákna)
- pyrolýza (uhlíková vlákna)
- sol gel (keramická vlákna)
- CVD (borová vlákna)

## Jiné způsoby zařazení nepolymerních textilních vláken
V jiných odborných přehledech jsou nepolymerní vlákna od polymerních odlišena jiným způsobem  a nebo se tento pojem jako kategorie vůbec nepoužívá.   